# Jaroslav Stančo
Jaroslav Stančo (29. září 1949, Brno – 4. července 2011, Plzeň) byl český volejbalista, který reprezentoval Československo. S jeho reprezentací získal stříbrnou medaili na mistrovství Evropy v roce 1971. Zúčastnil se též tří mistrovství světa (1970 – 4. místo, 1974 – 5. místo, 1978 – 5. místo) a dvou olympijských turnajů, v Mnichově 1972 (6. místo) a Montrealu 1976 (5. místo). Za národní tým nastupoval v letech 1969–1978. Hrál za kluby Spartak Brno ZJŠ (Zbrojovka), Duklu Jihlava (přeměněna na Duklu Liberec), Aero Odolena Voda a VŠ Praha. S Brnem získal titul mistra Československa v letech 1967 a 1971 a vyhrál Pohár mistrů evropských zemí 1968 a 1972, s Duklou se stal domácím mistrem v letech 1975 a 1976 a vítězem Poháru mistrů evropských zemí 1976. V dětství se věnoval závodně plavání, ale musel ho opustit po dvojité zlomenině ruky.